# Verdes Independientes (Dinamarca)
Los Verdes Independientes (en danés: Frie Grønne), oficialmente, Verdes Independientes - Nuevo Partido de Izquierda de Dinamarca (en danés: Frie Grønne – Danmarks nye venstrefløjsparti), es un partido político de izquierda en Dinamarca. Fue fundado el 20 de abril de 2020 por cuatro exmiembros de La Alternativa: Sikandar Siddique, Uffe Elbæk y Susanne Zimmer, miembros del parlamento danés, y Niko Grünfeld, miembro del Ayuntamiento de Copenhague. Desde septiembre de 2022, el grupo parlamentario del partido está formado por dos miembros: Sikandar Siddique, quien es el líder del partido, y Susanne Zimmer la portavoz en el parlamento.
Los Verdes Independientes se describen a sí mismos como de izquierda y un "partido responsable, consciente del clima y antirracista".

## Historia
El 1 de febrero de 2020, tres semanas después de la elección de Josephine Fock como nueva líder del partido La Alternativa, el periódico Dagbladet Information publicó denuncias anónimas contra Fock relacionadas con malos tratos a miembros del partido. Fock sobrevivió, por poco, a una moción de censura de la mesa ejecutiva del partido luego de las acusaciones en marzo de 2020, tras lo cual, Elbæk recibió un ultimátum de la rama local del partido en su circunscripción para apoyar a Fock o se le retiraría su apoyo. Debido a esto, Elbæk optó por abandonar el partido el 7 de marzo, seguido de Siddique, Zimmer y Rasmus Nordqvist. Posteriormente, Nordqvist se unió al Partido Popular Socialista, mientras que Fock dimitiría como líder de La Alternativa el 14 de noviembre. 
El partido fue fundado el 20 de abril de 2020 en Blågårds Plads, en Nørrebro, por Niko Grünfeld, miembro del Ayuntamiento de Copenhague y que renunció a La Alternativa el 28 de febrero, junto a Sikandar Siddique y Uffe Elbæk, ambos miembros del Folketing. Los tres fundadores del partido redactaron un manifiesto, que se convirtió en el punto de partida de la política del partido.
El 7 de septiembre de 2020, el partido se presentó con Sikandar Siddique a la cabeza en una rueda de prensa en Blågårds Plads, ya que, allí se había fundado el partido cuatro meses antes. En la rueda de prensa, Siddique fue presentado como líder del partido, Niko Grünfeldt como presidente del consejo central del partido, llamado Consejo Verde Independiente, mientras que Susanne Zimmer se convirtió en la portavoz en el parlamento.
El 25 de octubre de 2021, el partido reunió el número necesario de declaraciones de votantes para poder presentarse al parlamento. Aunque decidieron no presentarse a las elecciones municipales y regionales del 16 de noviembre de 2021.
Antes de las elecciones generales de 2022, la nueva líder de La Alternativa, Franciska Rosenkilde, ofreció a los Verdes Independientes y al Partido Vegano la oportunidad de formar una lista en conjunto para aumentar las posibilidades de representación verde en el Folketing, ya que los tres partidos estaban por debajo del umbral en las encuestas. Siddique descartó el plan. Más tarde, Elbæk pidió que los Verdes Independientes y La Alternativa se fusionaran, y finalmente se reincorporó a su antiguo partido, reduciendo el número de diputados del partido a dos.

## Resultados electorales
| Elección | Votos        | Votos | Escaños | Escaños | Gobierno           |
| Elección | N°           | %     | N°      | +/-     | Gobierno           |
| -------- | ------------ | ----- | ------- | ------- | ------------------ |
| 2022     | 31.762 (#13) | 0,9   | 0/179   |         | Extraparlamentario |